# 엘리자 릿체
엘리자 릿체(Eliza Ritchie, 1856년 5월 20일 ~ 1933년 9월 5일)는 캐나다의 민권운동가였다.

## 생애
릿체는 1856년 5월 20일 캐나다 노바스코샤주의 핼리팩스에서 태어났다. 그녀는 존 윌리엄 릿체와 에밀리아 엘몬의 딸이었다. 그녀는 댈하우지 대학교에 다녔으며 1889년 독일철학 박사 과정을 위해 코넬 대학교에 갔으며 철학박사학위를 가장 먼저 취득한 캐나다 여성이되었다. 그녀는 독일의 라이프치히와 영국의 옥스포드에 가서 더 공부를 해나갔다. 그녀는 1899년 캐나다로 돌아오기 전까지 미국의 많은 대학교에서 가르쳤다.
1901년 초반에는 댈하우지대학교에서 철학을 가르쳤다. 그녀는 그녀의 자매인 엘라 엘몬과 메리 월콧과 함께 핼리팩스에서 사회운동에 참여했다. 그녀는 여성 핼리팩스 지방의회의 간부였으며 빅토리아 예술학교의 의원이었다. 릿체는 여성참정권을 위해 힘썼다.